# Aaru Chanaute
Aaru Chanaute (nep. आरु चनौटे) – gaun wikas samiti w zachodniej części Nepalu w strefie Gandaki w dystrykcie Gorkha. Według nepalskiego spisu powszechnego z 2001 roku liczył on 675 gospodarstw domowych i 3267 mieszkańców (1716 kobiet i 1551 mężczyzn).